# Jonielle Smith
Jonielle Smith (ur. 30 stycznia 1996) – jamajska lekkoatletka specjalizująca się w biegach sprinterskich. 
Mistrzyni świata w sztafecie 4 × 100 metrów (2019), srebrna medalistka mistrzostw panamerykańskich w biegu rozstawnym 4 × 100 metrów (2015).
Złota medalistka CARIFTA Games. 

## Osiągnięcia
| Rok  | Impreza                               | Miejsce  | Konkurencja        | Lokata     | Wynik |
| ---- | ------------------------------------- | -------- | ------------------ | ---------- | ----- |
| 2013 | Mistrzostwa świata juniorów młodszych | Donieck  | bieg na 100 m      | półfinał   | 12,01 |
| 2013 | Mistrzostwa świata juniorów młodszych | Donieck  | bieg na 200 m      | półfinał   | 24,13 |
| 2015 | Mistrzostwa panamerykańskie juniorów  | Edmonton | bieg na 100 m      | 4. miejsce | 11,56 |
| 2015 | Mistrzostwa panamerykańskie juniorów  | Edmonton | sztafeta 4 × 100 m | 2. miejsce | 44,31 |
| 2019 | IAAF World Relays                     | Jokohama | sztafeta 4 × 100 m | 2. miejsce | 43,29 |
| 2019 | Mistrzostwa świata                    | Doha     | bieg na 100 m      | 6. miejsce | 11,06 |
| 2019 | Mistrzostwa świata                    | Doha     | sztafeta 4 × 100 m | 1. miejsce | 41,44 |

## Rekordy życiowe
- Bieg na 60 metrów (hala) – 7,15 (9 marca 2018, College Station)
- Bieg na 100 metrów – 11,04 (21 czerwca 2019, Kingston)
- Bieg na 200 metrów – 23,22 (22 kwietnia 2017, Auburn)